# Jude (film)
Pour les articles homonymes, voir Jude.
Pour plus de détails, voir Fiche technique et Distribution.
Jude est un film britannique réalisé par Michael Winterbottom en 1996, adapté du roman Jude l’Obscur de Thomas Hardy. Le scénario est d’Hossein Amini.
Michael Winterbottom a réalisé en 2000 une autre adaptation de Thomas Hardy, Rédemption (The Claim).

## Synopsis
En Angleterre, à la fin de l’époque victorienne, le jeune Jude Fawley (Christopher Eccleston) rêve d’étudier à l’Université. À la suite d'un premier mariage malheureux avec une fille de la campagne, Arabella (Rachel Griffiths) qui le quitte brusquement en lui laissant un mot, il devient maçon et gagne la ville de Christminster pour réaliser son rêve. Il y fait la rencontre de sa belle cousine, Sue Bridehead (Kate Winslet), aussi intelligente et anticonformiste que lui. Ils tombent vite amoureux, mais vont devoir faire face aux grandes difficultés rencontrées et au scandale provoqué par leur liaison hors du mariage…

## Fiche technique
- Titre original : Jude
- Titre français : Jude
- Réalisation : Michael Winterbottom
- Scénario : Hossein Amini, d'après le roman Jude l’Obscur de Thomas Hardy
- Costumes : Janty Yates
- Photographie : Eduardo Serra
- Montage : Trevor Waite
- Musique : Adrian Johnston
- Société de production : PolyGram Filmed Entertainment
- Pays d’origine :  Royaume-Uni
- Langue : Anglais, Latin
- Durée : 129 minutes
- Date de sortie : 27 novembre 1996

## Distribution
- Christopher Eccleston - Jude Fawley
- Kate Winslet - Sue Bridehead
- Liam Cunningham - Phillotson
- Rachel Griffiths - Arabella
- June Whitfield - Tante Drusilla

## Nominations et récompenses
- Meilleur acteur pour Christopher Eccleston au Festival international du film de Chicago
- Siver Frog pour Eduardo Serra au festival Camerimage
- Meilleur film au festival d'Edimbourg
- Christopher Eccleston nommé aux Satellite Awards